# Dubai Football Challenge
Il Dubai Football Challenge è stato un torneo amichevole fondato da Mohammed bin Rashid Al Maktum e dalla Nazionale di calcio degli Emirati Arabi Uniti.
Nato nel 2007 come Dubai Challenge Cup, era inizialmente strutturato come un quadrangolare fra due squadre di club e due nazionali. A partire dal 2009, fu trasformato in un incontro secco fra due squadre di club.

## Risultati

### Dubai Challenge Cup 2007
Questa edizione si è disputata l'8 e il 10 gennaio 2007. Quattro le squadre partecipanti: Amburgo, Emirati Arabi Uniti, Iran e Stoccarda. Le regole prevedono 3 punti per ogni vittoria, 1 per ogni pareggio e 1 punto bonus per ogni rete segnata.
| Squadre             | G | V | N | P | GF | GS | DR | Pt |
| ------------------- | - | - | - | - | -- | -- | -- | -- |
| Amburgo             | 2 | 2 | 0 | 0 | 3  | 1  | +2 | 9  |
| Emirati Arabi Uniti | 2 | 1 | 0 | 1 | 2  | 2  | 0  | 5  |
| Iran                | 2 | 1 | 0 | 1 | 2  | 2  | 0  | 5  |
| Stoccarda           | 2 | 0 | 0 | 2 | 1  | 3  | -2 | 1  |

| Dubai 8 gennaio 2007, ore 17:00 UTC+4                                  | Amburgo   | 2 – 1       | Iran | Al Maktoum Stadium |
| \| \| \| \| \| Guerrero 30’ Berisha 71’ \| Marcatori \| 65’ Khatibi \| |           |             |      |                    |
|                                                                        |           |             |      |                    |
| Guerrero 30’ Berisha 71’                                               | Marcatori | 65’ Khatibi |      |                    |

| Dubai 8 gennaio 2007, ore 19:30 UTC+4                          | Emirati Arabi Uniti | 2 – 1     | Stoccarda | Al Maktoum Stadium |
| \| \| \| \| \| Omar 59’ Matar 70’ \| Marcatori \| 56’ Gómez \| |                     |           |           |                    |
|                                                                |                     |           |           |                    |
| Omar 59’ Matar 70’                                             | Marcatori           | 56’ Gómez |           |                    |

| Dubai 10 gennaio 2007, ore 17:00 UTC+4           | Iran      | 1 – 0 | Stoccarda | Al Maktoum Stadium |
| \| \| \| \| \| Rajabzadeh 50’ \| Marcatori \| \| |           |       |           |                    |
|                                                  |           |       |           |                    |
| Rajabzadeh 50’                                   | Marcatori |       |           |                    |

| Dubai 10 gennaio 2007, ore 19:30 UTC+4         | Emirati Arabi Uniti | 0 – 1        | Amburgo | Al Maktoum Stadium |
| \| \| \| \| \| \| Marcatori \| 38’ Benjamin \| |                     |              |         |                    |
|                                                |                     |              |         |                    |
|                                                | Marcatori           | 38’ Benjamin |         |                    |

### Dubai Football Challenge 2008
Questa edizione si è disputata il 10 e il 12 gennaio 2008. Quattro le squadre partecipanti: Amburgo, Cina, Emirati Arabi Uniti e Vasco da Gama.
| Squadre             | G | V | N | P | GF | GS | DR | Pt |
| ------------------- | - | - | - | - | -- | -- | -- | -- |
| Amburgo             | 2 | 2 | 0 | 0 | 6  | 1  | +5 | 6  |
| Vasco da Gama       | 2 | 1 | 0 | 1 | 2  | 2  | 0  | 3  |
| Emirati Arabi Uniti | 2 | 0 | 1 | 1 | 0  | 1  | -1 | 1  |
| Cina                | 2 | 0 | 1 | 1 | 0  | 4  | -4 | 1  |

| Dubai 10 gennaio 2008, ore 17:00 UTC+4                                         | Amburgo   | 2 – 1                | Vasco da Gama | Al Maktoum Stadium |
| \| \| \| \| \| Jarolím 28’ de Jong 69’ \| Marcatori \| 33’ (aut.) Mathijsen \| |           |                      |               |                    |
|                                                                                |           |                      |               |                    |
| Jarolím 28’ de Jong 69’                                                        | Marcatori | 33’ (aut.) Mathijsen |               |                    |

| Dubai 10 gennaio 2008, ore 19:30 UTC+4 | Emirati Arabi Uniti | 0 – 0 | Cina | Al Maktoum Stadium |

| Dubai 12 gennaio 2008, ore 17:00 UTC+4                                             | Amburgo   | 4 – 0 | Cina | Al Maktoum Stadium |
| \| \| \| \| \| van der Vaart 44’, 53’ Castelen 58’ Guerrero 75’ \| Marcatori \| \| |           |       |      |                    |
|                                                                                    |           |       |      |                    |
| van der Vaart 44’, 53’ Castelen 58’ Guerrero 75’                                   | Marcatori |       |      |                    |

| Dubai 12 gennaio 2008, ore 19:30 UTC+4       | Emirati Arabi Uniti | 0 – 1      | Vasco da Gama | Al Maktoum Stadium |
| \| \| \| \| \| \| Marcatori \| 79’ Kardec \| |                     |            |               |                    |
|                                              |                     |            |               |                    |
|                                              | Marcatori           | 79’ Kardec |               |                    |

### Dubai Football Challenge 2009
Questa edizione si è disputata il 6 gennaio 2009, fra l'Amburgo e il Milan in gara unica.
| Dubai 6 gennaio 2009                                                                                  | Milan                | 1 – 1        | Amburgo | The Sevens |
| \| \| \| \| \| Ronaldinho 62’ (rig.) \| Marcatori \| 66’ Benjamin \| \| \| Tiri di rigore 4 – 3 \| \| |                      |              |         |            |
| |                      |              |         |            |
| Ronaldinho 62’ (rig.)                                                                                 | Marcatori            | 66’ Benjamin |         |            |
| | Tiri di rigore 4 – 3 |              |         |            |

### Emirates Challenge Cup 2011
Questa edizione si è disputata il 2 gennaio 2011, fra l'Al-Ahli e il Milan in gara unica.
| Dubai 2 gennaio 2011                                                | Al-Ahli Dubai | 1 – 2                   | Milan | Al-Rashid Stadium |
| \| \| \| \| \| Hasan 85’ \| Marcatori \| 38’ Seedorf 72’ Beretta \| |               |                         |       |                   |
|                                                                     |               |                         |       |                   |
| Hasan 85’                                                           | Marcatori     | 38’ Seedorf 72’ Beretta |       |                   |

### Dubai Football Challenge 2012
Questa edizione si è disputata il 4 gennaio 2012, fra il Milan e il Paris Saint-Germain in gara unica.
| Dubai 4 gennaio 2012                      | Milan     | 1 – 0 | Paris Saint-Germain | Al-Rashid Stadium |
| \| \| \| \| \| Pato 4’ \| Marcatori \| \| |           |       |                     |                   |
|                                           |           |       |                     |                   |
| Pato 4’                                   | Marcatori |       |                     |                   |

### Dubai Football Challenge 2014
Questa edizione si è disputata il 30 dicembre 2014, fra il Milan e il Real Madrid in gara unica.
| Dubai 30 dicembre 2014, ore 17:00 UTC+4                                                                     | Real Madrid | 2 – 4                                      | Milan | The Sevens |
| \| \| \| \| \| Ronaldo 35’ Benzema 84’ (rig.) \| Marcatori \| 24’ Ménez 31’, 48’ El Shaarawy 73’ Pazzini \| |             |                                            |       |            |
| |             |                                            |       |            |
| Ronaldo 35’ Benzema 84’ (rig.)                                                                              | Marcatori   | 24’ Ménez 31’, 48’ El Shaarawy 73’ Pazzini |       |            |

## Vittorie per club
| Squadra | Vittorie | Edizioni               |
| ------- | -------- | ---------------------- |
| Milan   | 4        | 2009, 2011, 2012, 2014 |
| Amburgo | 2        | 2007, 2008             |